# Frederik Johannes Kruger
Frederik Johannes Kruger dit Frikkie Kruger (1907-1966) est un peintre et un sculpteur sud-africain de langue afrikaans qui participa à la construction du Voortrekker Monument à Pretoria.  

## Biographie
Afrikaner, membre de l'Église réformée néerlandaise, Kruger a été formé à l'école d'art du Witwatersrand Technical College à Johannesburg. Il a travaillé avec les sculpteurs F.W. Armstrong et Anton van Wouw qui le recommanda à la « commission centrale des monuments du peuple » (Sentrale Volksmonumentekomitee - SVK) pour la conception des sculptures du Voortrekker monument. 
Il a également réalisé des petites sculptures pour six villes de l'East Rand qui furent présentées au Prince George lors de sa visite en 1934 en Afrique du Sud. Il a également réalisé des petits bustes en plâtre du président Paul Kruger ainsi que du Mahatma Gandhi et un petit bronze du Voortrekker Monument. 
Il a également participé au Mémorial de la guerre anglo-boer situé à Middelburg, 

## Sources
- Elizabeth Rankin et Rolf Michael Schneider, From Memory to Marble - The historical frieze of the Voortrekker Monument, De Gruyter, African Minds, 2019, p 183-184